# Visuelle Programmierumgebung
Eine visuelle Programmierumgebung ist eine integrierte Entwicklungsumgebung (IDE) mit einer visuellen Entwicklungsoberfläche, die es erlaubt, die Grafische Benutzeroberfläche (GUI) der zu erstellenden Anwendung graphisch zu bearbeiten. In der Regel wird dabei die Oberfläche nach dem „Baukastenprinzip“ erstellt. Sie wird dann während der Bearbeitung genauso oder ähnlich angezeigt, wie sie später im lauffähigen Programm erscheint (siehe auch WYSIWYG).
Dieses Vorgehen ist nicht identisch mit dem Software-Entwicklungsprozess des Rapid Application Development (kurz RAD, zu Deutsch schnelle Anwendungsentwicklung). Visuelle Programmierumgebung unterstützt diesen Prozess.
Manche Anwendungen, besonders grafische Benutzeroberflächen, können mit Hilfe von visuellen Programmierumgebungen in einem Bruchteil der Zeit, die für konventionelle Programmierung erforderlich wäre, erstellt werden. Auch automatische Vervollständigung des Codes noch bei der Eingabe ist häufig Teil des RAD-Konzepts. Die erste kommerziell erhältliche visuelle Programmierumgebung war im Jahre 1988 der Interface Builder für NeXTStep. Vertreter sind unter anderem Omnis Studio, Delphi, Kylix, Lazarus, der Gupta Team Developer, Visual Studio, LabVIEW oder PocketStudio.
Eine RAD-Programmierumgebung stellt dem Entwickler ein komplettes Paket zur Entwicklung einer Software zur Verfügung: Hierzu zählen in der Regel neben der erwähnten Funktion zum Bearbeiten von Benutzeroberflächen ein Compiler, ein Debugger und ein Editor für den Quelltext.

## Autorensprache
Eine Autorensprache ist eine Programmiersprache, welche zur Erstellung von Anleitungen, Trainingskurse, Webseiten, CD-ROMs und andere interaktive Programme dient. Autorensysteme haben normalerweise hochwertige visuelle Werkzeuge zur Erstellung des Codes.

### Beispiele von Autorensprachen
- DocBook
- DITA
- PILOT
- TUTOR

### Beispiele von web-basierten Autorensprachen
- Bigwig

## Autorensystem
Ebenfalls zur Visuellen Programmierung dienen so genannte Autorentools, die aber meist weniger auf das Programmieren als vielmehr auf das Gestalten, beispielsweise durch Grafiker ausgerichtet sind. Autorensysteme wie Adobe Director (vormals Macromedia Director) und Adobe Flash können zur Erstellung interaktiver Multimedia-Anwendungen benutzt werden. Dabei wird meist der erzeugte Programmcode gänzlich vor dem Ersteller verborgen (siehe dazu auch E-Learning#Autorensysteme).
Daneben wird der Begriff Visuelle Programmierung auch für Programmiersprachen wie Java benutzt, bei der graphisch mit Statechart-Diagrammen programmiert wird.